# Первомайська (Пачелмський район)
Первома́йська (рос. Первомайская) — присілок у складі Пачелмського району Пензенської області, Росія.
Населення — 45 осіб (2010; 82 у 2002).
Національний склад станом на 2002 рік:
- росіяни — 100 %